# دشتگان
دشتگان، روستایی از توابع بخش مرکزی شهرستان رودبار در استان گیلان ایران است. مردم روستای دشتگان به زبان ترکی سخن می‌گویند.

## جمعیت
این روستا در دهستان کلشتر قرار دارد و براساس سرشماری مرکز آمار ایران در سال ۱۳۸۵، جمعیت آن ۱۰۹ نفر (۳۵خانوار) بوده‌است.